# مایلز میلار
مایلز میلار (انگلیسی: Miles Millar؛ ‏ ‎/ˈmɪlər/‎ MIL-ər؛ زادهٔ ۱۹۶۷ میلادی) فیلم‌نامه‌نویس و تهیه‌کننده فیلم بریتانیایی-استرالیایی است.
از فیلم‌ها یا مجموعه‌های تلویزیونی که وی در آن‌ها نقش داشته‌است، می‌توان به اسلحه مرگبار ۴، ظهر شانگهای، وقت نمایش، شوالیه‌های شانگهای، مرد عنکبوتی ۲، هربی پرواز می‌کند، مقبره امپراتور اژدها، هانا مونتانا: فیلم، من شماره چهار هستم، گلوله به سر، اسمالویل، رویدادنامه شانارا و در بدلندز اشاره نمود.